# Parsi Cola
Parsi Cola is een frisdrank met colasmaak die wordt geproduceerd in Iran. De drank is populair in grote delen van het Midden-Oosten, waar veel consumenten om politieke redenen liever geen gebruik maken van de welbekende Amerikaanse merken als Coca-Cola en Pepsi Cola.
Parsi Cola wordt geproduceerd in de Sasan manufacturing company (pjs), die vestigingen heeft in Teheran en Qazvin. Opvallend detail is dat in deze fabriek ook Pepsi Cola en 7Up worden geproduceerd voor de Iraanse markt.
De grootste concurrent van Parsi Cola in Iran is Zam Zam Cola. Parsi Cola is verkrijgbaar in 300ml- en 500ml-petflessen die qua vorm kleur en logo overeenkomsten vertonen met die van Pepsi Cola, én in 280ml glazen flessen die juist weer zeer sterk lijken op de flesjes van Coca Cola.